# Flixster
Flixster — американский киносайт, специализирующийся на поиске фильмов, предоставлении о них информации, а также предоставлении площадки для общения людям со схожими вкусами в кино. Сайт предоставляет трейлеры фильмов и информацию о том, какие фильмы идут в определённый день в кинотеатре. Сайт располагается в Сан-Франциско, США и был основан Джо Гринстайном и Сараном Шари в 2007 году. В январе 2010 года владельцы сайта приобрели дочерний ресурс, известный под названием Rotten Tomatoes. 4 мая 2011 года сайт, вместе с Rotten Tomatoes, был продан компании Warner Bros..
Также пользователям предоставляется возможность купить билеты онлайн при помощи интегрированного сервиса MovieTickets.com.

## Информация о сайте
Согласно статистике сайта Alexa Internet, в 2007 году количество пользователей сайта Flixster постепенно увеличилось с менее чем 20 млн человек в день до 50 млн человек в день. С июня 2008 года Alexa не предоставляет статистику о количестве пользователей в день, но, согласно предоставленному процентному соотношению просмотров с просмотрами других сайтов, в период с середины декабря 2007 года до середины июня 2008 года количество пользователей уменьшилось на две трети.
Согласно статистике Quantcast, максимальное количество пользователей в 8 331 961 человек было достигнуто 23 января 2008 года, после чего количество посещений сократилось до 1 325 685 уже к 5 июля 2008 года.
29 июля 2011 года началось бета-тестирование приложения для настольных компьютеров Flixster Collections, которое предоставляет возможность поиска новых фильмов и управления уже выбранными.
| Дата                | Пользователей в день |
| ------------------- | -------------------- |
| 4 декабря 2007 года | >800,000             |
| 18 июня 2008 года   | 482,542              |
| 15 июля 2008 года   | 412,401              |

Снижение внимания к приложению Flixster было характерно для многих приложений, интегрируемых в социальную сеть Facebook (эффект был охарактеризован как «усталость от приложений»). Facebook более не показывает статистику посещений в день, но по-прежнему предоставляет ежемесячную статистику. На сентябрь 2010 года популярность социальной сети Facebook значительно снизилось и 2,98 млн наиболее активных пользователей помещают приложение Flixster на 9-е место среди всех приложений Facebook, но лишь на 92-е место среди приложений в целом.

## Маркетинговые ходы
Основной маркетинговый ход, который использовали создатели сайта, был назван «агрессивным вирусным маркетингом» (англ. its aggressive viral marketing practices) и состоял в том, чтобы «автоматически сканировать список контактов почтового ящика существующего пользователя Flixster и посылать на каждый найденный адрес почты приглашение стать новым пользователем сайта». Несмотря на возражение создателей, что этот метод практикуется многими другими сайтами, агрессивность метода была определена в том, что пользователь должен был вручную исключить все адреса из списка контактов, чтобы избежать рассылки по ним приглашений на сайт. Джо Гринстайн, один из основателей сайта, сказал: «Мы облегчаем вам возможность пригласить друзей. Другие сайты не предоставляют простых способов это сделать».
За подобный маркетинговый ход, использующий адресную книгу пользователей, сайт Flixster был раскритикован во многих интернет-блогах. Сервисом Hotmail рассылка от Flixster помечалась как спам.
В августе 2012 года Flixster закрыл свободный доступ к сайту и ввёл обязательную регистрацию непосредственно через сайт или при помощи аккаунта Facebook.

## Поддерживаемые платформы
Flixster позволил пользователям смотреть кино на нескольких различных платформах, использующих UltraViolet.

### Интеграция в медиа других социальных сетей
Bebo, Facebook, MySpace, Orkut
Создателями сайта было разработано несколько приложений Flixster для социальных сетей. Они предоставляли те же возможности, что и основной сайт, включая возможность выставления рейтингов фильмам и актёрам, обзоры и настраиваемые сборники вопросов на знание фильмов. Кроме того, интеграция в медиа других социальных сетей предоставляется бесплатно вместе с мобильной версией, что увеличивало охват. Первое из подобных приложений появилось в июне 2007 года в социальной сети Facebook. В марте 2008 года приложение Flixster появилось в MySpace, набрав 3 923 506 пользователей к июлю 2008 года. Это поставило его на второе место среди приложений, разработанных для MySpace. Кроме версий для MySpace и Facebook были разработаны также версии приложения для Bebo и Orkut.

### Мобильная версия и настольное приложение
Android, Blackberry, iOS, Windows Phone
В августе 2008 года вышло приложение Flixster для пользователей iOS, позволяющее получить доступ к обзорам, кинопоказам и трейлерам. Кроме того, приложение по-прежнему остаётся лидирующим приложением для кино среди пользователей iPhone и iPod. Также были выпущены приложения, работающие в системах Android, Blackberry и Windows Phone.
В августе 2010 года приложение Flixster поставило рекорд по количеству пользователей мобильной версии, собрав 20 млн загрузок.
Кроме мобильной версии Flixster выпустил настольное приложение для пользователей Windows 8.

### Другие
В октябре 2008 года была представлена версия Flixster в виде гаджета iGoogle.